# Conseil révolutionnaire des soldats de Bruxelles
Le Conseil des soldats (en allemand : Soldatenrat) a été créé à Bruxelles le 10 novembre 1918, dans les derniers jours de la Première Guerre mondiale. Conçu comme une sorte de conseil révolutionnaire et socialiste, il a été créé après que des soldats allemands se soient mutinés contre leurs officiers et aient pris le contrôle de Bruxelles. 

## Contexte
Bruxelles est occupée par les forces armées allemandes, alors que cette dernière bat en retraite et que l'approche de la libération se fait attendre.
Les premières nouvelles de la révolution allemande et de la mutinerie des matelots allemands dans le nord de l’Allemagne seraient arrivées aux oreilles des soldats allemands à Bruxelles. Dès la fin octobre des affiches incitant les soldats à se révolter, signé Der Soldatenrat in Belgien, sont affichées à plusieurs endroits bien visibles de la capitale. Des affrontements éclatent. Le 10 novembre, le docteur Hugo Freund rejoint les révoltés. La population sort dans les rues pour célébrer.

## Déroulement
Les révolutionnaires tente de créer une alliance avec des civils et des socialistes belges, dont Karl Einstein. Son souci principal était d'obtenir le rapatriement de ses hommes en Allemagne. La mutinerie est accompagnée de combats sporadiques et le Conseil des soldats ne parvient pas à maintenir l'ordre. Il est rapidement dissout et les dernières troupes quittent Bruxelles le 16 novembre. L'armée belge reprend possession de la capitale le 22 novembre 1918.

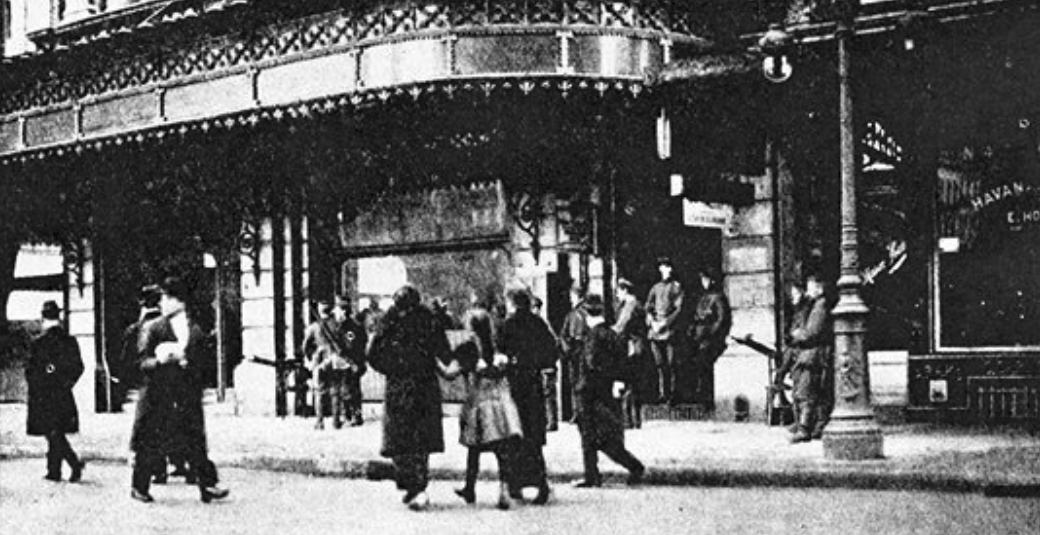
Soldats allemands à Bruxelles durant la période

Le Conseil des soldats bruxellois était contemporain d'un autre organe similaire établi à Beverloo.